# Ettore Cenci
Ettore Cenci (Roma, 6 novembre 1925 – Milano, 10 aprile 2018) è stato un musicista italiano.

## Biografia
Si diploma in armonia, composizione e clarinetto al Conservatorio Arrigo Boito di Parma, e in seguito si dedica alla chitarra sotto la guida di Renzo Cabassi. Tra il 1948 e il 1950 forma un duo chitarra e pianoforte con Luciano Sangiorgi. Nel 1953 entra a far parte dell'orchestra della RAI di Torino.
All'inizio degli anni '60 fonda l'Ettore Cenci Guitar Trio, con cui incide svariati singoli per la Durium. Chitarrista tra i più richiesti negli studi di registrazione, collabora come turnista e occasionalmente come compositore e arrangiatore con numerosi artisti di primo piano, tra cui Adriano Celentano, Mina, Ornella Vanoni, Milva, Luigi Tenco, Sergio Endrigo, Gino Paoli, Gigliola Cinquetti, Johnny Dorelli. Nella seconda metà degli anni '70 rientra nell'orchestra RAI guidata da Gorni Kramer, e inizia una lunga collaborazione con Nanni Svampa.

## Discografia parziale

### Album
- 1966 - La collana di zia Marù volume 1 - Canzoncine e filastrocche (con Liù Bosisio, Caterina Villalba, Roberto Sanni, Complesso Giulio Libano)
- 1968 - Fiesta
- 1970 - Dire di sì
- 1970 - Ballabili "Anni 70" (con Alberto Baldan Bembo)

### Singoli
- 1962 - Afrikaan beat / Peace pipe
- 1962 - Persian Twist / Speedy Gonzales
- 1963 - Vento caldissimo / Que no, que no
- 1963 - Hully Gully Time / Wini Wini
- 1963 - Madison Hully Gully / Giochi Proibiti
- 1963 - Christine / Please Please Me
- 1964 - Maracaibo / Una Storia
- 1964 - Surf City / Surfer Girl
- 1966 - Batman Theme / Nembo Kid
- 1967 - Delicado / L'innominato
- 1968 - Fiesta / Escalation
- 1968 - Valzer Triste / Serenata